# Nikolaï Konstantinovitch Nikolski
Pour les articles homonymes, voir Nikolaï Nikolski.
Nikolaï Konstantinovitch Nikolski (en russe : Николай Константинович Никольский), né le 17 juillet 1863 à Peterhof et mort le 23 mars 1936 à Pouchkine, est un historien russe, spécialiste de l'histoire ecclésiastique.

## Biographie
Diplômé de l’Académie théologique de Saint-Pétersbourg, où il préside la chaire d'homilétique et d'histoire de la prédication, puis - d'histoire de l'Église russe. Membre correspondant de l'Académie des sciences de Russie, professeur à l'institut neuropsychiatrique et professeur assistant de l'université de Saint-Pétersbourg.
De 1918 à 1924, il est directeur du Musée historique des données bibliographiques pour les manuscrits en vieux slave, du Palais du livre entre 1920 et 1924, et de la Bibliothèque de l'Académie des sciences de Russie de 1920 à 1925. À partir de 1928, il préside la Commission chargée de la publication des chroniques russes.
Il meurt en 1936.

## Œuvres
- О литературных трудах митрополита Климента Смолятича, писателя XII века ("Les œuvres littéraires du métropolite Clément Smoliatitch, écrivain du XIIe siècle"), Saint-Pétersbourg, 1892
- Кирилло-Белозерский монастырь и его устройство до второй четверти XVII века ("Le monastère Saint-Cyrille de Beloozero et son développement dans le deuxième quart du XVIIe siècle")  Volume I Об основании и строениях монастыря",Saint-Pétersbourg, 1897. Volume II О средствах содержания монастыря, Saint-Pétersbourg, 1910
- Исторические особенности в постановке церковно-учительного дела в Московской Руси и их значение для современной гомилетики, Saint-Pétersbourg, 1901
- Ближайшие задачи изучения древнерусской книжности,Saint-Pétersbourg, 1902
- O drevnerousskom khristianstve ("Le christianisme de la Russie Ancienne"), Moscou, 1913
- Сочинения соловецкого инока Герасима Фирсова по неизданным текстам, Saint-Pétersbourg, 1915
- Рукописная книжность древнерусских библиотек (XI - XVII вв.). Материалы для словаря владельцев рукописей, писцов, переводчиков, справщиков и книгохранителей (вып. I. А - Б. Издание Императорского Общества Любителей Древней Письменности, № CXXXII).

## Sources
- Article sur le site russe Rulex reproduisant l'article du dictionnaire biographique russe
- Article actualisé du dictionnaire Krotov (en russe)